# Ipomoea dumetorum
Ipomoea dumetorum là một loài thực vật có hoa trong họ Bìm bìm. Loài này được Willd. ex Roem. & Schult. mô tả khoa học đầu tiên năm 1819.